# Kiss 영혼
〈Kiss 영혼〉(Kiss魂 Kiss다마시[*])은 Kis-My-Ft2의 13번째 싱글이다.

## 개요
초회 생산 한정반 A, 초회 생산 한정반 B, 통상반, 키스마이 SHOP반, 세븐&아이 한정판의 5형태로 발매된다.
표제곡 〈Kiss魂〉은 「glico「Watering KISSMINT」CM송 

커플링곡「Shake Body!!」는 코와 「방충 당번」CM송,
그리고 호화 커플링곡 2곡을 수록!

## 수록곡

### 초회 생산 한정반 A
CD
1. Kiss魂
2. Shake Body!!

DVD
1. Kiss魂　MUSIC VIDEO
2. 멤버 안무 강좌
3. 「魂」의 반성회

### 초회 생산 한정반 B
CD
1. Kiss魂
2. Shake Body!!

DVD
1. 「Kiss魂」멀티앵글 MUSIC VIDEO
2. MUSIC VIDEO 메이킹 도큐먼트
3. 레코딩 밀착영상

내레이션: 후지가야 타이스케

### 통상반
☆ 16P 포토 부클렛

☆ 이벤트 참가 응모권 시리얼코드 봉입 (부사이쿠 やっちゃった！！ 연동 응모 기획)

CD
1. Kiss魂
2. Shake Body!!
3. サクラヒラリ
4. Past & Future

### 키스마이 SHOP반
☆ 탁상 포토 스탠드 패키지 사양(고를 수 있는 7패턴)

탁상 포토 스탠드용 솔로 포토 카드& 솔로 픽쳐레벨 카드
CD
1. Kiss魂
2. Shake Body!!
3. サクラヒラリ
4. Kiss魂 Remix

### 세븐&아이 한정판
CD
1. Kiss魂
2. Shake Body!!
3. サクラヒラリ
4. Kiss魂 Remix

DVD
1. 2014→2015 연말 초 키스마이 밀착 도큐먼트